# Ammoulianí

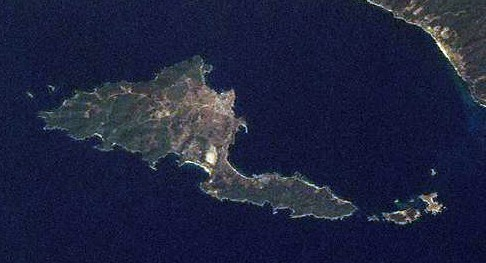
Ammouliani vue de l'espace

Ammoulianí (en grec : Αμμουλιανή) ou Amoliani (Αμολιανή) est une île de Grèce située en Macédoine. C'est la seule île du district régional de Chalcidique à être habitée toute l'année. Elle est située dans le golfe Singitique et a une superficie de 4,5 km2 pour une population de 547 habitants en 2011.
Dépendant actuellement du dème d'Aristotélis (district municipal de Stagira-Akanthos), elle fut néanmoins propriété jusqu'en 1925 du monastère de Vatopedi, second monastère dans l'ordre hiérarchique parmi les vingt qui composent la république monastique du Mont Athos. À cette époque, deux ou trois moines géraient le domaine, aidés par une vingtaine d'ouvriers agricoles, dont les principales activités étaient l'élevage et la culture d'olives.
Après la Guerre d'indépendance turque, au milieu des années 1920, l'île accueillit des réfugiés d'Asie mineure venant des régions avoisinant Istanbul. Apportant leurs mœurs et leurs coutumes, et grâce à leurs connaissances du milieu marin, ils permirent le développement de la pêche, domaine dans lequel ils ne tardèrent pas à se distinguer.
Aujourd'hui, les petites criques et les plages d'Ammouliani font la joie des touristes qui débarquent quotidiennement des ferries en provenance du port de Tripiti, sur la péninsule de Sithonie ; l'industrie du tourisme constituant dorénavant la principale ressource de l'île, avec ses nombreuses tavernes, hôtels, boîtes de nuit et chambres d'hôtes.